# Litauische Snowboardmeisterschaft 2011
Die Litauische Snowboardmeisterschaft 2011 (litauisch Lietuvos snieglenčių sporto čempionatas 2011) war die erste nationale Snowboardmeisterschaft in Litauen.

## Regeln
Die Meisterschaft wird in drei Teilen ausgetragen. Bei jedem Wettbewerb erhalten die besten zehn Snowboarder Punkte von 1 bis 10. Der Sportler mit den meisten Punkten gewinnt den nationalen Titel.

## Ergebnisse
| Rennen | Datum            | Austragungsort | Name             | Gewinner            | Gesamtsieger                    |
| ------ | ---------------- | -------------- | ---------------- | ------------------- | ------------------------------- |
| 1      | 29. Januar 2011  | Vilnius        | Hot Rails Jam    | Aivaras Dambrauskas | Aivaras Dambrauskas (10 Punkte) |
| 2      | 19. Februar 2011 | Ignalina       | Ignalina Big Air | Tadas Malinauskas   | Vytautas Vaičaitis (11 Punkte)  |

### Snowboardcross
Die Meisterschaften im Snowboardcross fanden am 19. März 2011 im NOKIA Snow Park in Druskininkai statt.

#### Ergebnisse
| Klasse          | Meister                   | Vize                | Dritter             |
| --------------- | ------------------------- | ------------------- | ------------------- |
| Frauen          | Modesta Justė Morauskaitė | Viktorija Šmitienė  | Miglė Glinskytė     |
| Jugend männlich | Motiejus Morauskas        | Simas Steponavičius | Aras Arlauskas      |
| Junior männlich | Vytautas Lukosevičius     | Egidijus Dilys      | Gediminas Kučinskas |
| Männer          | Vytautas Vaičaitis        | Edvardas Šmitas     | Lukas Kirkilionis   |